# Dyer County
Dyer County är ett administrativt område i delstaten Tennessee, USA, med 38 335 invånare. Den administrativa huvudorten (county seat) är Dyersburg.  

## Geografi
Enligt United States Census Bureau har countyt en total area på 1 364 km². 1 322 km² av den arean är land och 41 km² är vatten.  

### Angränsande countyn
- Lake County - nord
- Obion County - nordost
- Gibson County - öst
- Crockett County - sydost
- Lauderdale County - syd
- Mississippi County, Arkansas - sydväst
- Pemiscot County, Missouri - nordväst